# Anilú Pardo
Ana Lucía Pardo Arvizu (Michoacán, 26 de julio de 1970), conocida como Anilú Pardo, es una actriz, directora y productora teatral mexicana.

## Trabajos

### Televisión
- 2024, La historia de Juana
- 2024, El gallo de oro - Eduviges Maidana
- 2023, El elegido - Dra. Álvarez
- 2022, La rebelión - Maestra
- 2022, Donde hubo fuego - Beatriz "Bety" Robles
- 2018, Falsos falsificados
- 2017, La querida del Centauro - Ingrid
- 2015, Señorita Pólvora - Guadalupe Imperial
- 2014, Camelia la Texana - Tomasa San Juan
- 2013, La patrona - Gertrudis Aguirre
- 2012, Infames - Laura del Moral
- 2011, El octavo mandamiento - María Anastasia
- 2011, Bienvenida realidad - Leticia "Lety"
- 1991, Muchachitas - Amiga de Margarita

### Películas
- 2020, Cindy la Regia - Mamá de Rox
- 2011, Diente por diente - Secretaria
- 2011, Depositarios - Marcia
- 2002, El tigre de Santa Julia - Inés
- 2002, Vampires: Los Muertos - Nurse Lupe
- 2001, En el tiempo de las mariposas - Magdalena
- 2001, Un mundo raro - Norma
- 2000, Hijos del viento
- 1999, Upside Down
- 1996, Julio y su ángel - Gitana
- 1995, Crimen perfecto
- 1993, El hombre equivocado - Mujer
- 1991, Mi querido Tom Mix - Lila

### Teatro
- 2023, Nyotaimori, (directora)
- 2011, Chicas católicas (actriz y directora) - Eva Durazo, Hermana Sacre Coeur / Ana Lorenzo, Hermana María Tomasina
- 2010, Todo sobre mi Madre
- 2007-2009, Chicas católicas - Eva Durazo, Hermana Sacre Coeur / Ana Lorenzo, Hermana María Tomasina
- 2005, Ciudad Blanca (actriz y directora de escena) - María
- 2005-2006, El método Grönholm